# Sourdeval-les-Bois
Sourdeval-les-Bois település Franciaországban, Manche megyében. Lakosainak száma 223 fő (2018. január 1.). Sourdeval-les-Bois La Baleine, Gavray, Hambye, Montaigu-les-Bois és Percy-en-Normandie községekkel határos.

## Népesség
A település népessége az elmúlt években az alábbi módon változott:
| Lakosok száma | 241  | 196  | 185  | 181  | 167  | 183  | 193  | 214  | 220  | 223  |
|               | 1968 | 1975 | 1982 | 1999 | 2006 | 2011 | 2013 | 2016 | 2017 | 2018 |